# Antun Stipančić
Antun "Tova" Stipančić, (Duga Resa, 18. svibnja 1949. – Zagreb, 20. studenoga 1991.), hrvatski stolnotenisač. "zlatna ljevica hrvatskog športa", višegodišnji državni prvak, tri puta europski prvak u parovima,  prvak svijeta 1979. godine u igri muških parova te doprvak svijeta 1975. godine u pojedinačnoj konkurenciji. Godine 1975. proglašen za najboljeg športaša Hrvatske. Posebno poznat po dugogodišnjim uspješnim nastupima u paru s Dragutinom Šurbekom.

## Obitelj i početci karijere
Antun Stipančić rodio se 1949. godine u Dugoj Resi. Bio je najstariji od trojice braće, srednji je Marijan a najmlađi Ivica. Otac Ivan, domar u nogometnom klubu, i majka Franca, domaćica, dosta su se mučili kako bi prehranili peteročlanu obitelj. Krpali su kraj s krajem, živeći više nego skromno u vlažnom stanu na nogometnom stadionu, gdje je bila i dvorana za stolni tenis STK Duga Resa.
Krajem 1950-ih godina, grupa športskih zanesenjaka na čelu s trenerom Josipom Trupkovićem i «djevojkama za sve» Josipom Stojkovićem i Dragutinom Vranom, "zarazila" je male Dugorešane s novim športom – stolnim tenisom. Rođena je «Pamučna industrija» i u klubu su težište rada bacili na rad s najmlađima.
U to vrijeme, mnogi znatiželjnici zalazili su u stolnoteniske dvorane, kako bi uživo vidjeli malog Dugorešanina, prozvanog «Čudo od djeteta».
Antun je svoj prvi turnir osvojio 1961. godine i to u konkurenciji pionira na prvenstvu podsaveza Karlovca, a nekoliko mjeseci kasnije bio je najbolji na Ribnjaku u Zagrebu.
Godina 1965. prijelomna je za Stipančića. Te godine u Dugoj Resi gostovao je slavni Japanski velemajstor Ichiro Ogimura predvodeći jaku selekciju koja je oduševila prenatrpanu dvoranu. «Imponirao mi je Ogimura kakvom se lakoćom kretao i napadao, iako je u to vrijeme već prešao svoj igrački zenit.» I onda još jedan neposredan susret s istaknutim asom – bilo je to na Svjetskom prvenstvu u Ljubljani i tamo na SPENT-u "Tova" je debitirao. Igrom slučaja, odnosno ždrijeba, dobio je za protivnika nikog drugog do aktualnog svjetskog prvaka Chuang Tse Tunga! Kasnije je priznao kako su mu koljena klecala za vrijeme meča, ali je ipak odigrao nekoliko odličnih poena, pa su na kraju stigli i komplimenti kineskog šampiona. Tapšanje po ramenu, zajedničko fotografiranje. (Rezultat po setovima: 8:21, 11:21, 14:21). I koje li podudarnosti – samo pet godina poslije, u istoj Hali Tivoli, Stipančić je uzvratio istom mjerom, potukavši do nogu legendarnog Chuang Tse Tunga!
"Tovi" je 16 godina. Više nije «mali». Naprotiv! Porastao je za nekoliko centimetara, a u igri postao jači za nekoliko poena. Na Otvorenom prvenstvu Poljske u Krakovu, stavio je za svoj pojas prvi vrijedan međunarodni "skalp" – u 2. kolu uspio je svladati europskog prvaka Šveđanina Kjella Johanssona s 24:22 u petom setu, pri tome spasivši dvije meč-lopte! I tako je na svjetsku stolnotenisku scenu čvrsto zakoraknuo Antun Stipančić "Tova".
Godine 1966. pozvan je u reprezentaciju Jugoslavije na Europskom prvenstvu u Wembleyu. Te godine Stipančić osvaja dvije medalje na Omladinskom prvenstvu Europe u Szomathelyju, i to zlato u miksu s Mirjanom Resler, i srebro u parovima sa Zlatkom Čordašem. 
Sada "Tova" sve više pažnje i vremena posvećuje učenju ne bi li što prije «svladao» Tekstilnu školu. To mu uspijeva i onda se svim silama usmjeruje športu i uzbuđenjima koje on donosi.
S velikom dozom elana nastupa na Championnat d'Europe 1968. godine u lyonskoj Palači športova. Bio je vrlo dobar u momčadskim natjecanjima, a još bolji u sasvim neplaniranom dublu. Naime, ondašnji Savez je složio novu kombinaciju Korpa-Šurbek koja je trijumfirala u Engleskoj, dok je Stipančiću dao za partnera Edvarda Vecka, iako nikad nisu zajedno ni trenirali ni nastupali. «Neopterećeni, bez iole većih pretenzija, zaigrali smo, što se kaže, iz čistog užitka. U završnoj rundi igramo protiv švedskih asova Johanssona i Alsera, koji na dva posljednja svjetska prvenstva nisu izgubili niti jedan susret. Igrali smo čitav susret vrlo dobro, ofenzivno i čvrsto. Rezultat se po setovima kretao ovako: 21:17, 20:22. 22:20 i 21:14! Buran aplauz objektivne publike u Palais des Sports bio nam je sjajna nagrada. Kakav nezaboravan doček na aerodromu Pleso, a tek u Dugoj Resi ! Morao sam govoriti na improviziranoj tribini, sjatilo se sve živo!»

## Profesionalni nastupi i vrhunac karijere
U ljetnim mjesecima 1970. godine iznenadna odluka, koja je pak očekivana u stolnoteniskim krugovima: "Tova" je prešao iz matičnog kluba «Pamučna industrija» u GSTK «Vjesnik», iz manjeg u veći klub. Osnovni razlog bila je potreba za jakim, adekvatnim sparing partnerom (a idealnije od Šurbeka i Čordaša nije mogao ni zamisliti), te veliki izazov koji je davao nastup u Kupu europskih prvaka. Uz novi dres kojeg je obukao, još jedan krupni događaj: Stipančić je ubrzo zatim uplovio u bračnu luku. Početkom 1971. godine preselio se u Zagreb. Nova sredina, novi običaji. Dani velikih promjena. Vrijeme i za razmišljanja.
I onda, krajem godine, blistavi završetak – Stipančić slavi prvorazrednu pobjedu na Međunarodnom turniru u Zagrebu, u «Kutiji šibica». Novinari ne škrtare u naslovima: «Tova skalpira Kineze», «Stipančić preko Kineskog zida», «Loptica se zapalila» ... Stipančić je deklasirao Kineze Chou Lan-suna, Li Fu-junga, u polufinalu Šurbeka i u finalu čuvenog Chang Tse-tunga sa 16:21, 21:12, 21:12 doživjevši prave ovacije razdragane zagrebačke publike.
Godine 1972. Zagreb je domaćin turnira na kojem se okupila europska stolnoteniska "krema". Pun pogodak i organizacijski i rezultatski. Gala predstava, «Europe's Top Twelve» u športskoj dvorani «Trešnjevka» i "Tova" u glavnoj ulozi. Stipančić je srušio sve zaprijeke i dobio je na poklon pobjednički pokal iz ruku urednika Sportskih novosti Rene Vineka,.
Godine 1975. Indijci su za svjetsko prvenstvo specijalno izgradili u kalkutskom Rajskom vrtu «Netaji» stadion za 12.000 gledatelja. Tu je "Tova" vodio, nesumnjivo, svoje utakmice života.
U četvrtzavršnici, "meč za gurmane" – branitelj titule Hsi En-Ting poražen je napustio arenu jer ga je "Tova" "smlavio" u rijetko viđenoj igri s 3:2. U sljedećoj utakmici – a to je već poluzavršnica – Antun ima za protivnika odličnog japanskog defanzivca Takashinu. Majstorska Antunova igra i pobjeda u pet setova!
I onda dugo priželjkivana završnica. U krcatoj dvorani, «rat» između 25-godišnjeg Antuna Stipančića i godinu dana mlađeg Istvana Jonyera. Sjajna prilika za našeg majstora, hoće li je uspjeti iskoristiti? Robusnog mađarskog "Husara", "Tova" je glatko pobijedio nekoliko dana prije u momčadskom natjecanju, pa je sa psihološke strane bila prednost na njegovoj strani. Hoće li je iskoristiti? U prvom setu Jonyer je počeo nervozno i «tvrdo», a Stipčančić iz poludistance smireno skupljao poene 4:2, 9:5, 13:7, 18:15… i 21:17. Radost u Stipančićevom taboru zbog odličnog početka. Mađar je i dalje nekako sputan i nervozan, dok Stipančić «blokom» zarađuje poene, držeći čvrsto situaciju u rukama, dobiva i drugi set s 21:12. 2:0! Ali ipak Jonyer izravnava na 2:2. Prava drama ! Odluka će pasti u petom setu.
Zagrebački Dugorešanin je bliži cilju, vodi 16:15, 18:17... ali se Istvan ne predaje, riskira, u transu pogađa neobranjive lopte, bježi na 16:20, ali griješi jednu kontru i to je 19:20. Tajac u dvorani. Ponovo silovit top-spin napad, Tovina loptica zapinje za mrežu...i to je pobjeda za Jonyera. Ali "Tova" postaje doprvak svijeta ! 
Godine 1979. "Tova" je odletio s reprezentacijom Jugoslavije u Pjongjang na poprište svjetskog prvenstva.
«Zašto ne pokušati još jednom? Uvijek sam se više borio rukom i srcem nego nogama.»
I lovci na medalje, prekaljeni tandem Šurbek – Stipančić, krenuo je u osvajanje "stolnoteniskog Mount Everesta"! Finale muških parova. Na jednoj strani "Tova" i "Šurba", na drugoj strani mreže i te kako dobro poznati protivnici, mađarski asovi Klampar i Jonyer. Na azijskom terenu, europsko finale! Fenomenalna pobjeda od 3:0 u setovima, pa su se na vječnoj listi stolnoteniskih besmrtnika našla i dva bliska imena: "Tova" i "Šurba"!  Naši momci, presretni, jedva uspijevaju nešto reći neposredno nakon velikog trijumfa. "Tova" povišenim glasom: «Ljudi, ipak sam to doživio, pa mi smo pravi šampioni! Nikome nismo dali ni seta!»
Daleko više jedan događaj s prvenstva Europe u Bernu 1980. godine (usput spomenimo i to što je osvojio dvije medalje u parovima) gdje se Antun pokazao kao veliki športaš. U petom setu, kod rezultata 19:19, priznao je lopticu u korist Engleza Paula Daya, iako je sudac drugačije dosudio. Za taj športski gest dobio je priznanje «Fair Play Trophy R. Bergmann»!

## Rezultati i medalje
Antun Stipančić "Tova" pripadao je svijetu. Pamtit će ga generacije stolnotenisača sa svih kontinenata, generacije stolnotenisača koje su igrale s njim, protiv njega, ili pak uživali u njegovim majstorijama za zelenim stolom. Svojom osobenošću i izvanrednim športskim rezultatima Antun «Tova» Stipančić ostavio je neizbrisiv trag i postao dijelom športske povijesti, svjetske i hrvatske, svoje Duge Rese...«
Osvojio je ukupno 27 medalja i to 11 medalja na svjetskim prvenstvima (1 zlatnu, 4 srebrne, 6 brončanih) i 16 na europskim prvenstvima (4, 3, 9). Pored toga 48 puta ovjenčao se naslovom pobjednika na međunarodnim turnirima u različitim kategorijama.
- Medalje na svjetskim prvenstvima (11)
  - Momčadsko
    - 1969. (München) –  3. mjesto (brončana medalja) Šurbek, Čordaš;
    - 1971. (Nagoya) –  3. mjesto (brončana medalja) Šurbek, Čordaš;
    - 1975. (Kalkuta) –  2. mjesto (srebrna medalja) Šurbek;

  - Pojedinačno
    - 1973. (Sarajevo) –  3. mjesto (brončana medalja)
    - 1975. (Kalkuta) –  2. mjesto (srebrna medalja)

  - Muški parovi
    - 1973. (Sarajevo) –  3. mjesto (brončana medalja) Šurbek;
    - 1975. (Kalkuta) –  2. mjesto (srebrna medalja) Šurbek;
    - 1977. (Birmingham) –  3. mjesto (brončana medalja) Šurbek;
    - 1979. (Pyongyang) –  1. mjesto (zlatna medalja) Šurbek;
    - 1981. (Novi Sad) –  3. mjesto (brončana medalja) Šurbek;

  - Mješoviti parovi
    - 1971. (Nagova) –  2. mjesto (srebrna medalja) Alexandru;

- Medalje na europskim prvenstvima (16)
  - Momčadsko
    - 1966. (London) –  3. mjesto (brončana medalja) Šurbek;
    - 1968. (Lyon) –  3. mjesto (brončana medalja) Šurbek;
    - 1970. (Moskva) –  2. mjesto (srebrna medalja) Šurbek, Čordaš;
    - 1972. (Rotterdam) –  2. mjesto (srebrna medalja) Šurbek, Čordaš;
    - 1974. (Novi Sad) –  3. mjesto (srebrna medalja) Šurbek, Čordaš;
    - 1976. (Prag) –  1. mjesto (zlatna medalja) Šurbek, Jurčić;

  - Pojedinačno
    - 1972. (Rotterdam) –  3. mjesto (brončana medalja)

  - Muški parovi
    - 1968. (Lyon) –  1. mjesto (zlatna medalja) Vecko;
    - 1970. (Moskva) –  1. mjesto (zlatna medalja) Šurbek;
    - 1974. (Novi Sad) –  3. mjesto (brončana medalja) Šurbek;
    - 1976. (Prag) –  3. mjesto (brončana medalja) Šurbek;
    - 1978. (Duisburg) –  3. mjesto (brončana medalja) Šurbek;
    - 1980. (Bern) –  2. mjesto (srebrna medalja) Šurbek;

  - Mješoviti parovi
    - 1974. (Novi Sad) –  3. mjesto (brončana medalja) Alexandru;
    - 1976. (Prag) –  1. mjesto (zlatna medalja) Eržebet Palatinuš;
    - 1980. (Bem) –  3. mjesto (brončana medalja) Eržebet Palatinuš;

  - Kup Europskih prvaka
    - 1972./73. (GSTK "Vjesnik") –  1. mjesto
    - 1973./74. (GSTK "Vjesnik") –  1. mjesto
    - 1975./76. (GSTK "Vjesnik") –  1. mjesto

  - Europa "Top 12"
    - 1972. (Zagreb) –  1. mjesto
    - 1973. (Böblingen) –  3. mjesto
    - 1975. (Beč) –  2. mjesto

## Nagrade i priznanja
- 1975.: U tradicionalnoj anketi Sportskih novosti, Antun Stipančić "Tova" izabran je za najboljeg športaša Hrvatske.[2]

## Spomen
- U spomen na Stipančića održava se u Zagrebu Memorijalni međunarodni turnir "Antun Tova Stipančić".